# Đào Việt Trung
Đào Việt Trung (sinh ngày 19 tháng 5 năm 1959 tại tỉnh Hà Nam) là một chính khách Việt Nam. Ông từng là Ủy viên Ban Chấp hành Trung ương Đảng Cộng sản Việt Nam khóa XI, XII, nguyên Ủy viên Ban cán sự Đảng, nguyên Chủ nhiệm Văn phòng Chủ tịch nước. Ông đồng thời là Ủy viên Ban chỉ đạo cải cách Tư pháp Trung ương, Ủy viên Hội đồng thi đua khen thưởng Trung ương, Ủy viên Uỷ ban Đối ngoại của Quốc hội, đại biểu Quốc hội Việt Nam khóa XIII, thuộc đoàn đại biểu Đồng Tháp, đại biểu Quốc hội khoá XIV, thuộc đoàn đại biểu Nam Định, Ủy viên Hội đồng tuyển chọn, giám sát Thẩm phán quốc gia.

## Quá trình công tác
Ông là đảng viên của Đảng Cộng sản Việt Nam từ tháng 5/1983.
Ông có thời gian dài công tác bên ngành ngoại giao, từng giữ chức Tùy viên Đại sứ quán Việt nam tại Thụy Điển, Phó vụ trưởng Vụ văn hóa UNESCO, Tham tán Công sứ Đại sứ quán Việt Nam tại Thái Lan.
Năm 2001 - 2007 ông giữ chức Phó Chánh Văn phòng Bộ Ngoại giao, Chánh Văn phòng, Trợ lý Bộ trưởng.
Năm 2007 ông được bổ nhiệm giữ chức Thứ trưởng Bộ Ngoại giao, Tổng thư ký Ủy ban Asean (2010).
Năm 2011 ông được bổ nhiệm giữ chức Bộ trưởng Chủ nhiệm Văn phòng Chủ tịch nước và được bầu làm Ủy viên Ban Chấp hành Trung ương Đảng. Sau đó ông lại tái đắc cử chức Bộ trưởng Chủ nhiệm Văn phòng Chủ tịch nước trong thời gian 2016 – 2021. Ông tiếp tục công tác ở cương vị này trong suốt thời gian trên thì đến cuối tháng 3/2021, ông nghỉ hưu trí theo chế độ.